# Heimwehr
Heimwehr (Heimwehra) – działające w okresie międzywojennym w Austrii ugrupowanie polityczne o charakterze nacjonalistycznym.

## Historia
Heimwehra powstała z bardzo licznych ugrupowań paramilitarnych, powstających w Austrii po porażce w I wojnie światowej, które składały się ze zdemobilizowanych żołnierzy armii austriackiej. Powstawały głównie w krajach alpejskich, a także na pograniczu węgierskim.
Taka geneza ruchu zadecydowała o braku jego wewnętrznej jednorodności. Od początku o przywództwo rywalizowało kilku Führerów – Richard Steidle (w Tyrolu), Walter Pfrimer (w Styrii), Ludwig Hülgreth (w Karyntii). Brakowało także jednolitego programu politycznego – poszczególne grupy łączyły hasła obrony granic Austrii oraz przeciwdziałania ekspansji ruchu komunistycznego, natomiast wachlarz poglądów politycznych ich członków był bardzo szeroki (poza lewicowymi) – nie było porozumienia nawet wobec takich kwestii jak przyłączenie Austrii do Niemiec czy powrót Habsburgów na tron w Wiedniu. Głównym przeciwnikiem Heimwehry (po ostatecznym ustaleniu granic państwowych) stała się lewicowa organizacja paramilitarna Republikanischer Schutzbund, a już od 1921 r. ugrupowania Heimwehry bywały wykorzystywane do tłumienia strajków.
Jako poważna, ogólnokrajowa siła polityczna Heimwehra zaistniała w 1927 r. Podczas kryzysu politycznego Heimwehra podjęła współpracę z rządem i została użyta do stłumienia demonstracji socjaldemokratów w Wiedniu oraz strajku generalnego. Ówczesny kanclerz Austrii Ignaz Seipel wspierał Heimwehrę, chcąc wykorzystywać ją do własnych celów zaspokajając niektóre ambicje jej przywódców. Te jednak rosły, i gdy w latach 1929–1930 chadecki kanclerz Johann Schober nie zgodził się na działania siłowe w celu reformy ustroju i nawiązał współpracę z socjaldemokratami, Heimwehra podjęła bliskie współdziałanie z Włochami – otrzymywała stamtąd broń, pieniądze, wsparcie polityczne. Oznaczało to też jednak zwrot programowy organizacji w stronę faszyzmu.

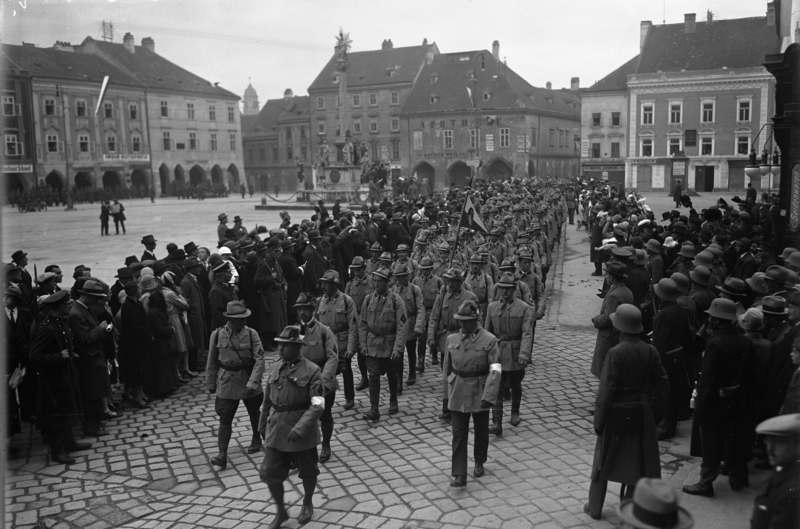
Przemarsz członków Heimwehry w Wiener Neustadt w 1931

Heimwehra swe podstawy programowe zaczerpnęła z ideologii Othmara Spanna, zostały one ostatecznie sformułowane w tzw. przysiędze korneuburskiej (18 maja 1930). Wyraźnie sprecyzowano tam cel działalności organizacji: wprowadzenie państwa korporacyjnego opartego na dyktaturze przy jednoczesnym odrzuceniu form parlamentarnych i demokratycznych. Ten krok jednak nie został przyjęty przez wszystkie (niezależne przecież) ugrupowania wchodzące w skład Heimwehry – wzmogły się wewnętrzne spory i organizacja straciła nagle swój charakter ogólnopaństwowego frontu antylewicowego. W efekcie w ramach Heimwehry utworzyły się dwa główne ośrodki skupione wokół księcia Ernsta Rüdigera Starhemberga (który próbował doprowadzić do koalicji z NSDAP a wobec fiaska tego zamiaru zgłosił do wyborów własną listę Heimatblock – ostatecznie zdobyła ona osiem miejsc w parlamencie) oraz Emila Feya (który wsparł w wyborach chadecję). Obok tego część ugrupowań zbojkotowała udział głównych przywódców w wyborach parlamentarnych, a część przystąpiła do NSDAP. Spory te doprowadziły do gwałtownego upadku ugrupowania.
We wrześniu 1931 r. Walter Pfrimer, który objął formalne stanowisko wodza Heimwehry, próbował przeprowadzić zamach stanu. Mimo poparcia otrzymanego od faszystowskich Włoch oraz części aparatu państwowego, nie znalazł żadnego poparcia w społeczeństwie i uciekł do Włoch. Ta kompromitacja jeszcze przyspieszyła rozpad ugrupowania. Organizacja styryjska po ucieczce Pfrimera bardzo szybko sprzymierzyła się z NSDAP, a następnie wcielona została do SS. Wielu zresztą zwolenników Heimwehry wstąpiło do wiele lepiej zorganizowanej NSDAP, przywódcy zaś ugrupowania uzależnili się bardzo od rządzącej Austriackiej Partii Chrześcijańsko-Społecznej.
Na arenie parlamentarnej jednak jeszcze przez pewien czas ośmiu posłów Heimatblocku stanowiło niezwykle istotny czynnik decydujący o być albo nie być rządu kanclerza Engelberta Dollfussa, Heimwehra szukała też bezskutecznie porozumienia z NSDAP. Dollfuss jednak wyraźnie zbliżał się do Mussoliniego i znaczenie polityczne Heimwehry słabło (mimo pełnienia funkcji wicekanclerza przez Stahremberga w latach 1934–1936). Doszło nawet do tego, że Stahremberg został po śmierci Dollfussa przywódcą Frontu Ojczyźnianego, z którym Heimwehra prowadziła walkę.
Ostatecznie, Heimwehra została rozwiązana 10 października 1936 r. wraz z innymi organizacjami paramilitarnymi (poza rządową), a kilka tygodni później ostatni jej członkowie zostali usunięci z rządu. Stahremberg i Fey próbowali jeszcze kontynuować działalność, jednak bez większych efektów.

## Literatura
- J.W. Borejsza, Rzym a wspólnota faszystowska: o penetracji faszyzmu włoskiego w Europie Środkowej, Południowej i Wschodniej, Warszawa 1981.
- J. Kozeński, Austria 1918-1968. Dzieje polityczne i społeczne, Poznań 1970.
- F. Ryszka, Państwo autorytarne, w: Dyktatury w Europie Środkowo-Wschodniej 1918-1939, red. J. Żarnowski, Wrocław 1973.
- A. Wandruszka, Österreichs politische Struktur. Die Entwicklung der Parteien und politischen Bewegungen, w: Geschichte der Republik Österreich, hrsg. H. Benedikt, Wien 1954.